# Aspidostoma coronatum
Aspidostoma coronatum är en mossdjursart som först beskrevs av Thornely 1924.  Aspidostoma coronatum ingår i släktet Aspidostoma och familjen Aspidostomatidae. Inga underarter finns listade i Catalogue of Life.